# Spiran
Konstföreningen Spiran är Göteborgs äldsta konstförening, grundad den 31 oktober 1927 på Göteborgs Idun av Signe Hvistendahl och Karin Leman.  Föreningen är endast öppen för kvinnliga medlemmar och har till uppgift att värna den samtida konsten. Den norskfödda målarinnan Signe Hvistendahl såg föreningen som en ’spira’ som med god vård skulle växa upp till en livskraftig planta, därav namnet. Föreningen fick tidigt stöd av Göteborgs konstmuseum och dess dåvarande chef professor Axel Romdahl.